# Deep Thought (ordinador d'escacs)
Deep Thought fou un ordinador dissenyat per jugar als escacs.

## Història
Fou inicialment desenvolupat a la Carnegie Mellon University i posteriorment a IBM. Fou el segon de la línia d'ordinadors d'escacs desenvolupats per Feng-hsiung Hsu, que va començar amb ChipTest i va culminar amb Deep Blue. El 1989 Deep Thought va jugar un matx a dues partides contra el Campió del món d'escacs Garri Kaspàrov, el qual va ser fàcilment guanyat pel jugador humà, igualment com va passar en un matx per correspondència contra Michael Valvo.
El seu nom, Deep Thought, ve d'un ordinador de ficció que sortia a una sèrie de Douglas Adams, The Hitchhiker's Guide to the Galaxy. Els noms dels ordinadors d'escacs, han seguit des de llavors en la mateixa línia, amb Deep Blue, Deep Fritz, Deep Junior, etc.
Deep Thought va guanyar el North American Computer Chess Championship el 1988 i el Campionat del món d'escacs de computadores el 1989, i el seu Elo segons la USCF era de 2551.
El 1994, Deep Thought 2 va guanyar el North American Computer Chess Championship per cinquè cop, amb Elo estimat de 2600 punts. Fou esponsoritzat per IBM. Alguns dels enginyers que varen dissenyar Deep Thought també van treballar en el disseny de Deep Thought 2. Els eus algoritmes eren bastant simples pel que fa a funcions avaluatives, però podia examinar mig bilió de posicions per jugada en partides de torneig, cosa que és suficient per assolir una profunditat de 10 o 11 moviments per endavant en posicions complexes.